# Tokuji Kobayashi
Tokuji Kobayashi (小林十九二, Kobayashi Tokuji), né le 10 mars 1901 à Okayama et mort le 11 juin 1964, est un acteur japonais. 

## Biographie
Tokuji Kobayashi a tourné dans 180 films entre 1924 et 1964.

## Filmographie sélective

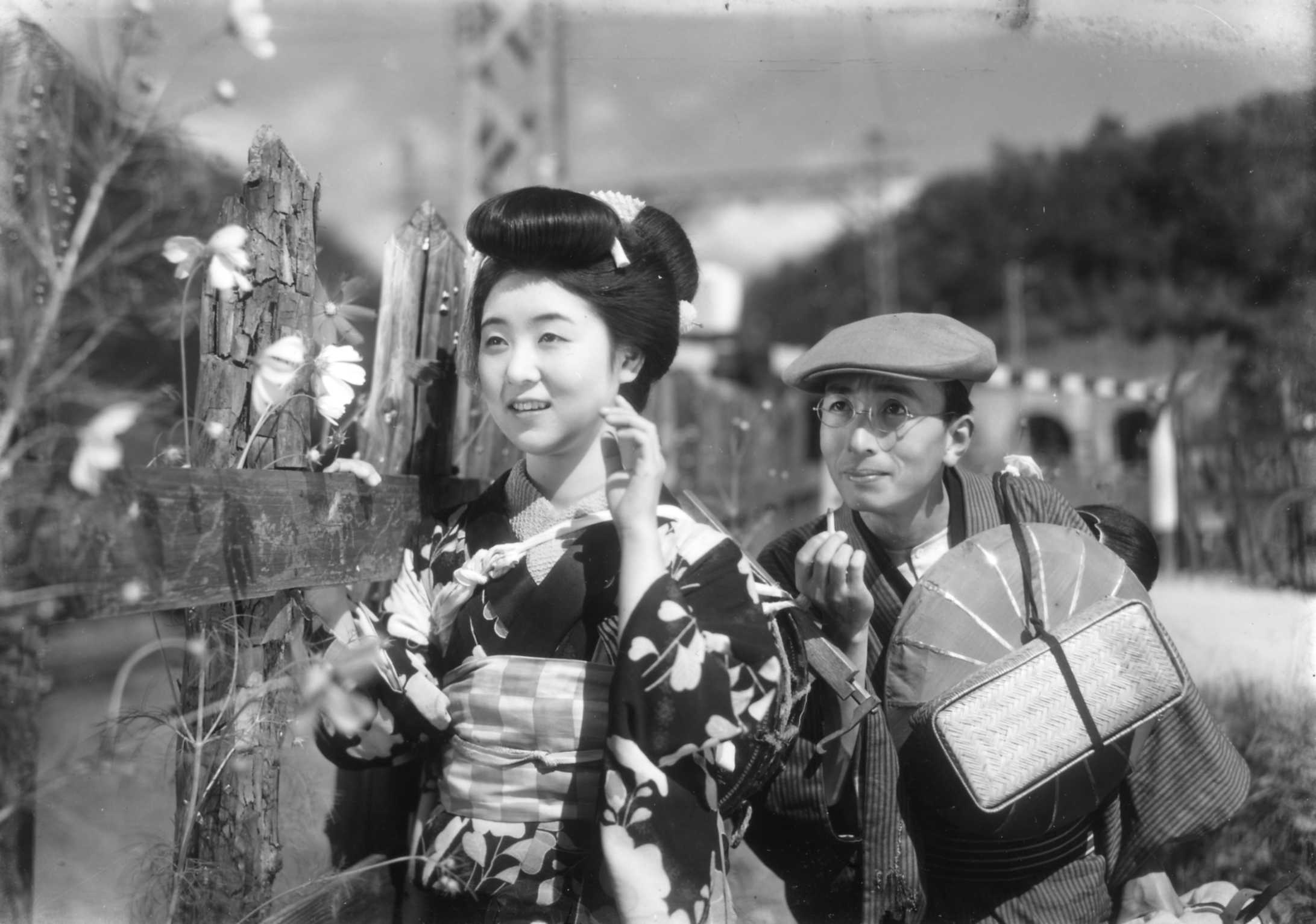
Kinuyo Tanaka et Tokuji Kobayashi dans La Danseuse d'Izu (1933).

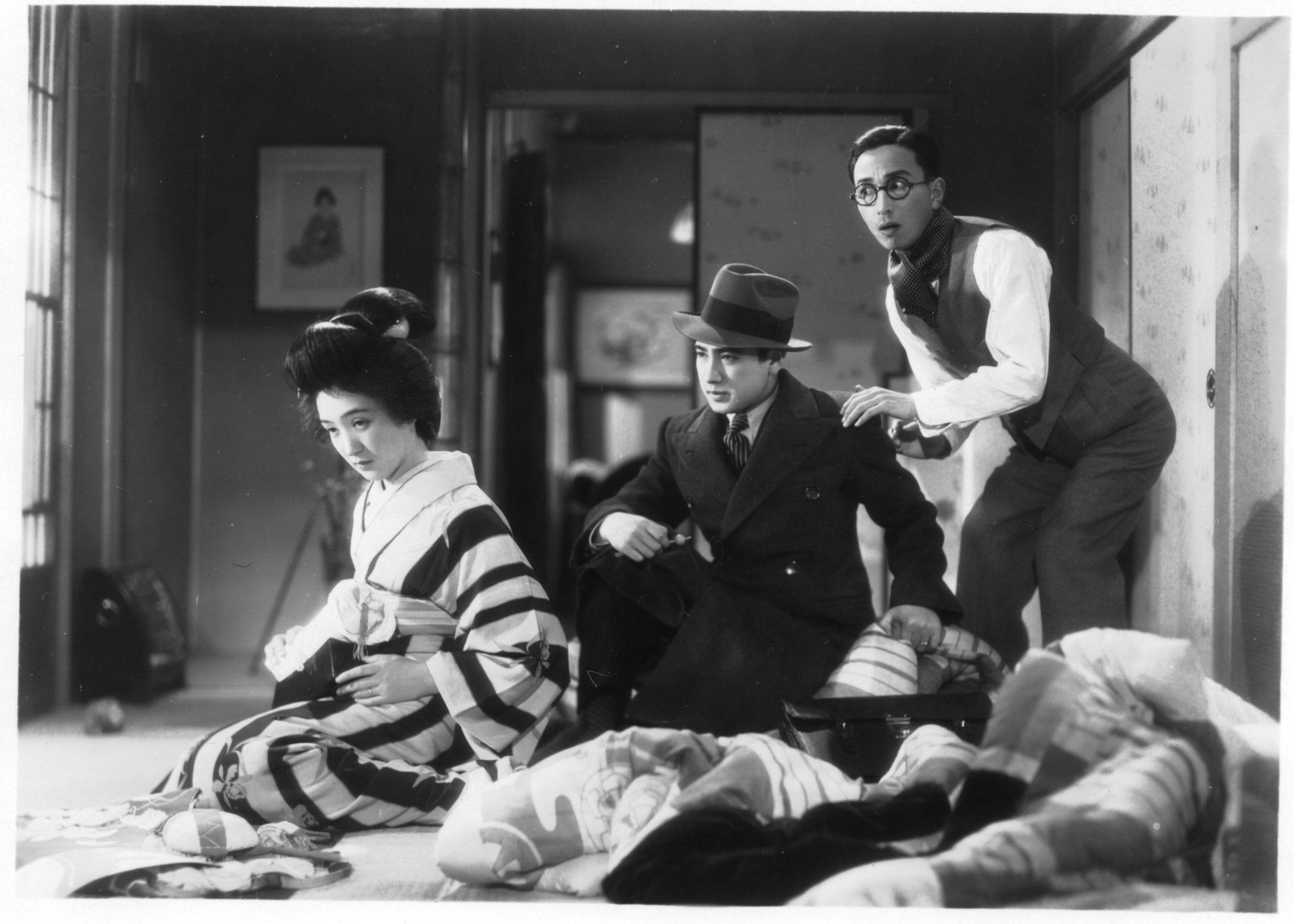
Hiroko Kawasaki, Kazuo Hasegawa et Tokuji Kobayashi dans Rêve de jeune marié (1935).

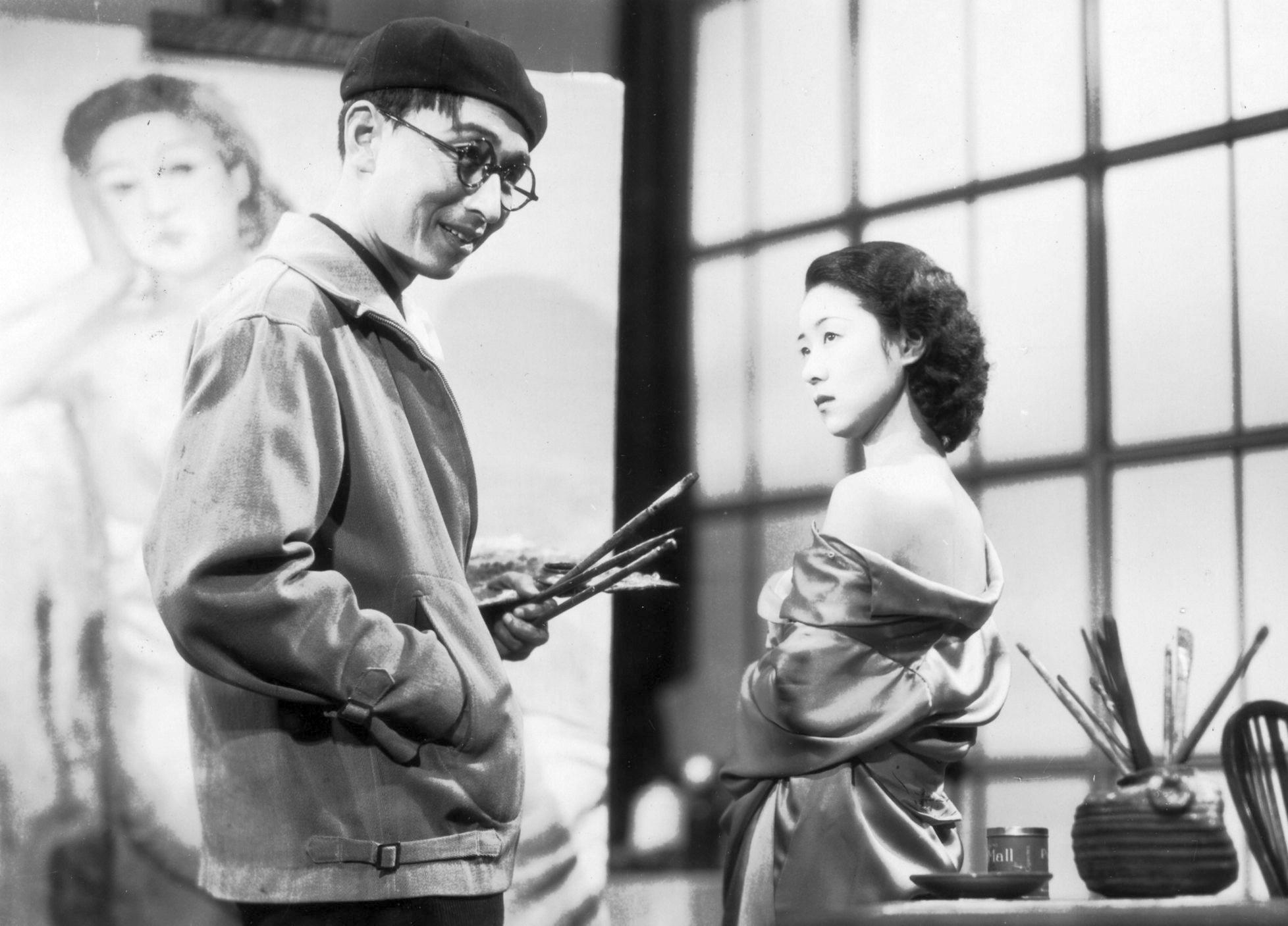
Tokuji Kobayashi et Kinuyo Tanaka dans Le Fardeau de la vie (1935).

- 1924 : Kanji no yoi eigashū: Hoshi (感じの好い映画集 星?) de Kiyohiko Ushihara
- 1924 : Kurokawa hakase (黒川博士?) de Kiyohiko Ushihara
- 1924 : Imōto (妹?) de Tadamoto Ōkubo
- 1924 : Au-delà du col (峠の彼方, Tōge no kanata?) de Hiroshi Shimizu
- 1924 : L’Honneur maudit (呪はれたる操, Norowaretaru misao?) de Yasujirō Shimazu
- 1925 : Les Sœurs de lait (新乳姉妹, Shin chikyōdai?) de Yasujirō Shimazu
- 1925 : Le Printemps des îles du sud (南島の春, Nantō no haru?) de Yasujirō Shimazu
- 1925 : Le Professeur du village (村の先生, Mura no sensei?) de Yasujirō Shimazu
- 1925 : Mahjong (麻雀, Mājan?) de Tadamoto Ōkubo
- 1925 : Maladie de civilisation (文化病, Bunkabyō?) de Yasujirō Shimazu
- 1925 : L'Homme démodé (すたれ者, Sutaremono?) de Hiroshi Shimizu
- 1925 : Futari junrei (二人巡礼?) de Kazunobu Shigemune
- 1925 : Hakushaku reijō (伯爵令嬢?) de Yoshinobu Ikeda
- 1925 : La nature juge (自然は裁く, Shizen wa sabaku?) de Yasujirō Shimazu
- 1929 : La Montagne au trésor (宝の山, Takara no yama?) de Yasujirō Ozu : Tanjirō
- 1930 : L'armée avance (進軍, Shingun?) de Kiyohiko Ushihara : Kobayashi
- 1930 : Une époque difficile (不景気時代, Fukeiki jidai?) de Mikio Naruse
- 1931 : Mon amie et mon épouse (マダムと女房, Madamu to nyōbō?) de Heinosuke Gosho
- 1932 : Pleurs sous l'azur (青空に泣く, Aozora ni naku?) de Mikio Naruse
- 1932 : Un printemps mité (蝕める春, Mushibameru haru?) de Mikio Naruse
- 1933 : Les Rêves de la jeune fille mariée (花嫁の寝言, Hanayome no negoto?) de Heinosuke Gosho
- 1933 : La Danseuse d'Izu (恋の花咲く 伊豆の踊子, Koi no hana saku Izu no odoriko?) de Heinosuke Gosho
- 1933 : Après notre séparation (君と別れて, Kimi to wakarete?) de Mikio Naruse : un client
- 1933 : L'Amour (愛撫, Ramūru?) de Heinosuke Gosho
- 1934 : Mon frère aîné (私の兄さん, Watashi no niisan?) de Yasujirō Shimazu : Senko
- 1935 : Rêve de jeune marié (花婿の寝言, Hanamuko no negoto?) de Heinosuke Gosho
- 1935 : Le Fardeau de la vie (人生のお荷物, Jinsei no onimotsu?) de Heinosuke Gosho
- 1936 : Le collège est un endroit agréable (大学よいとこ, Daigaku yoi toko?) de Yasujirō Ozu
- 1936 : La Femme de la brume (朧夜の女, Oboroyo no onna?) de Heinosuke Gosho
- 1936 : Réunion de famille (家族会議, Kazoku kaigi?) de Yasujirō Shimazu
- 1937 : Les Trois Prétendants (婚約三羽烏, Konyaku sanbagarasu?) de Yasujirō Shimazu
- 1947 : Un merveilleux dimanche (素晴らしき日曜日, Subarashiki nichiyobi?) d'Akira Kurosawa
- 1956 : Je t'achèterai (あなた買います, Anata kaimasu?) de Masaki Kobayashi
- 1958 : Fleurs d'équinoxe (彼岸花, Higanbana?) de Yasujirō Ozu
- 1958 : Le  Guet-apens (張込み, Harikomi?) de Yoshitarō Nomura